# Analgetikanephropathie
Die klassische Analgetikanephropathie (auch Phenacetin-Niere) ist eine chronische tubulo-interstitielle Nephropathie, die durch einen langjährigen Missbrauch von Misch-Analgetika verursacht wird. Von deren Bestandteilen spielt das Phenacetin die dominierende Rolle. Daneben wurden auch Paracetamol, Acetylsalicylsäure (ASS) und andere nicht-steroidale Antiphlogistika (einschließlich der COX-2-Hemmer) ursächlich in Betracht gezogen.

## Epidemiologie
Patienten mit starkem Gebrauch von Mischanalgetika mit Phenacetin haben ein etwa zwanzigfach erhöhtes Risiko, eine terminale Niereninsuffizienz zu entwickeln. Ein zwei- bis dreifach erhöhtes Risiko wurde für den Gebrauch von Paracetamol-haltigen Misch-Analgetika berichtet, aber nicht für Paracetamol oder ASS alleine.
Die Analgetikanephropathie war Ursache von etwa 3 bis 10 % aller Fälle von chronischer Niereninsuffizienz. Besonders häufig war sie in Australien, Belgien, der Schweiz, Schweden, der DDR, in Osteuropa und im Südosten der USA. In Deutschland lag Schätzungen zufolge der Anteil von Patienten mit Analgetikanephropathie vor dem Phenacetin-Verbot (BRD 1986, DDR 1990) unter dialysepflichtigen Patienten bei vier bis neun Prozent. Frauen sind drei- bis fünfmal häufiger betroffen als Männer.
Michael J. Mihatsch berichtete im Jahre 2006, dass im Obduktionsgut der Universität Basel 20 Jahre nach dem Phenacetin-Verbot (trotz weitergehender Verwendung von paracetamolhaltigen Misch-Analgetika, zum Beispiel in dem Kombinationspräparat Togal) die Analgetika-Nephropathie nahezu verschwunden sei. Das entspricht den Beobachtungen der Nephrologen in den westlichen Ländern.

## Ätiologie
Phenacetin und sein Metabolit Paracetamol sowie andere nichtsteroidale Antirheumatika blockieren die Synthese von Prostaglandin-E2, welches vasodilatativ (gefäßerweiternd) wirkt. Dadurch kommt es zu Durchblutungsstörungen mit Kapillarosklerose und nachfolgenden Nekrosen von Nierenpapillen (Papillennekrose). Von Phenacetin ist eine direkt toxische Wirkung auf die Nierenpapillen anzunehmen.
Die tubulointerstitielle Nephritis der Analgetikanephropathie schädigt primär die Nierenkanälchen (Tubuli) und nicht die Glomeruli. Beschrieben werden dosisabhängige Tubuluszellnekrosen. Trotzdem sinkt die Glomeruläre Filtrationsrate bis zur Dialysepflicht bei der terminalen Niereninsuffizienz. Es kann zum Analgetikasyndrom kommen.

## Klinik
Im Frühstadium ist das Krankheitsbild oft klinisch stumm. Manchmal klagen die Patienten über Kopfschmerzen. Es findet sich zuerst eine schmutzig-graubräunliche Hautverfärbung (Hautkolorit). Meistens besteht auch eine Anämie, die initial durch Blutverluste über den Magen-Darm-Trakt sowie durch eine Hämolyse und durch die Bildung von Methämoglobin und Sulfhämoglobin bedingt ist. Eine renale Anämie findet sich meist erst später. Der Abgang von nekrotischen Papillenanteilen führt zu Koliken mit Hämaturie und Harnstauungen in Form einer Hydronephrose oder einer Pyonephrose (eitrige Hydronephrose). Oft dominiert eine sekundäre Pyelonephritis. Die Analgetikanephropathie kann bis zur terminalen chronischen Niereninsuffizienz führen.
Zum Analgetikasyndrom bei der Phenacetinniere zählen eine Progerie, Untergewicht, eine Zyanose, eine Arteriosklerose, eine arterielle Hypertonie, Gastritiden, Magenulzera, Nierenbeckenentzündungen, Nierenbeckentumore, Uretertumore und eine Anämie.
Als Spätkomplikation des Phenacetin-Missbrauchs gilt das erhöhte Risiko für Urothelkarzinome; es entwickeln etwa 10 Prozent der Patienten mit einer Analgetikanephropathie einen bösartigen Harnwegstumor.

## Diagnose
Anamnestisch ist ein Gesamtverbrauch von über 1000 g Phenacetin wegweisend. Falls der Verdacht besteht, dass der Patient einen Phenacetin-Missbrauch verschweigt, kann das Abbauprodukt Paracetamol im Urin bestimmt werden (Herold).
Eine untere Grenze für die Entwicklung einer Analgetikanephropathie scheint die tägliche Einnahme von einem Gramm Phenacetin über ein bis drei Jahre zu sein, oder eine Gesamtmenge von einem Kilogramm Phenacetin in Kombination mit anderen Analgetika.
In der Sonografie und der Computertomografie (möglichst ohne Kontrastmittel) finden sich im fortgeschrittenen Stadium verkleinerte Nieren mit unregelmäßiger Kontur, narbige Einziehungen der Nierenrinde über den Markkegeln sowie – auch schon in einem Frühstadium – Verkalkungen der Papillen und Papillennekrosen. Mit der verbesserten Multidetektor-CT-Urographie (MDCTU) ist eine sogenannte All-in-one-Untersuchung möglich, bei der auf eine Abdomenleeraufnahme, ein Urogramm und eine Ultraschalldiagnostik verzichtet werden kann.
Im Urinbefund finden sich eine Leukozyturie, meist ohne Bakteriurie (falls nicht eine komplizierende Pyelonephritis vorliegt), eventuell eine Erythrozyturie und eine geringe Proteinurie (tubuläre Proteinurie).

### Differentialdiagnose
Differentialdiagnostisch ist an andere chronische tubulo-interstitielle Nephritiden zu denken, sowie an eine diabetische oder eine obstruktive Nephropathie (chronisches postrenales Nierenversagen) anderer Genese, an eine Urogenital-Tuberkulose oder an eine Sichelzellanämie.
Die Analgetikanephropathie wird durch körperfremde Gifte verursacht. Die Urämie wird durch körpereigene Urämietoxine (Urämiegifte) und Nephrotoxine verursacht.

## Therapie und Prognose
Das Weglassen der auslösenden Noxe (besonders Phenacetin) ist der entscheidende Schritt in der Therapie. Falls dies vor dem Entstehen einer höhergradigen Niereninsuffizienz gelingt, kommt der Krankheitsprozess zum Stillstand. In schweren Fällen ist an die Möglichkeiten der Nierenersatztherapie zu denken. Die Behandlung einer sekundären Pyelonephritis und von Harnwegsstauungen ist wichtig. Die Alternativen einer medikamentösen Therapie der Niereninsuffizienz sind begrenzt.